# Генерал (Велика Британія)

Погон генерала Британської армії

Генерал (англ. General (United Kingdom) — найвище військове звання генералітету в Британській армії в мирний час. Не зважаючи на те, що звання нижче за ранг фельдмаршал, воно є вищим рангом у військовій ієрархії серед професійних офіцерів британської армії на початку 21 століття, що може бути присвоєне під час проходження військової служби.
Військове звання «генерал» вище за звання генерал-лейтенант й нижче за звання фельдмаршал, яке зараз слугує як почесне звання або присвоюється у воєнний час. Генерал дорівнює званням головний маршал авіації в Королівських ВПС та адмірал у Королівських ВМС.

## Відзнака
Відзнакою повного генерала є емблема зі схрещеними мечем та жезлом. Вона походить від застарілого звання бригадного генерала. Майор-генерал має зірку ордена Лазні над цією емблемою; Лейтенант-генерал корону замість зірки, повний генерал має зірку і корону. Відзнака найвищого звання, фельдмаршала, має схрещені жезли у вінку з короною над ними.